# (5854) 1992 UP
Az (5854) 1992 UP a Naprendszer kisbolygóövében található aszteroida. Ueda és Kaneda fedezte fel 1992. október 19-én.